# Offsetof
offsetof() é uma macro da biblioteca ANSI C declarada em stddef.h. Ela fornece o deslocamento em bytes, com tipo size_t, de um membro de uma struct ou union a partir do início dessa estrutura. A macro offsetof() recebe dois parâmetros, o primeiro é o nome da struct ou union e o segundo é o nome do membro o qual se deseja saber o deslocamento.